# Barcsay Ákos erdélyi fejedelem
Nagybarcsai Barcsay Ákos (1619 – Kozmatelke, 1661. július eleje) erdélyi fejedelem 1658–1660 között.

## Származása és családja
Erdély legrégibb családjainak egyike, az eredetét 1226-ig egy horvátországi bánig viszik fel. Az ősi fészkük Hunyad megyében Nagybarcsán van, ahonnan vezeték- és előnevüket is veszik és valószínű, hogy itt született egy kálvinista köznemesi családban. Édesapja Barcsay Sándor, édesanyja Palatics Erzse. Barcsaynak két felesége volt: Szalánczy Erzsébet, majd 1660-tól Bánffy Izabella. Egyiküktől sem született gyermeke.
Más források szerint Barcsay Ákos erdélyi fejedelem első felesége 1641-ben Petrichevich Horváth Anna volt (sz. 1620).

## Élete és uralkodása

### Pályafutása
Barcsay diplomáciai szolgálatokat teljesített I. Rákóczi György fejedelemsége alatt. Követségben járt Pázmány Péternél, Lupul moldvai fejedelemnél, valamint a török portán ifjabb Székely Mózesnek (Székely Mózes (1553 körül-1603) erdélyi fejedelem fiának) a kiadatási ügyében. Szolgálatai jutalmául a fejedelem a tanácsurak közé emelte, 1644-től lugosi és karánsebei főbán, 1648-ban Hunyad megye főispánja, majd Déva várát kapta. II. Rákóczi György fejedelemmé koronázásának megerősítését ő eszközölte ki Isztambulban, a Portán. Az 1657-es viski országgyűlésen nem mert vétót emelni – a többi erdélyi főúrhoz hasonlóan – a lengyelországi hadjárat ellen. A fejedelem – távollétére – kinevezte Erdély helytartójává Rhédey Ferenccel és Serédy Istvánnal együtt, ám nemsokára egyedül maradt a gyulafehérvári régensi székben.
1657. október 25-én a gyulafehérvári országgyűlésen török követség jelent meg a kapucsi pasa vezetésével, Rákóczi letevését követelve. A lengyelországi hadjárat ugyanis megsértette a szultán athnáméját, melyben megtiltotta az engedélye nélküli háborúzást. A rendek ezért, a töröktől való félelmükben Rhédey Ferencet választották fejedelemnek; Barcsayt alacsony származása miatt nem akarták. 1658-ban azonban Rhédey lemondott Rákóczi javára, akit a törökök továbbra sem fogadtak el.
Rákóczi hadjárata súlyos következményekkel járt: A fejedelem engedetlensége miatt Erdély ellen támadó Köprülü Mehmed pasa, a nagyvezír, bevette Jenő (Borosjenő) várát (1658. szeptember 3.), és a törökök, valamint a tatárok nagy pusztítást végeztek Erdélyben.

### Fejedelemsége
Az erdélyi rendek követeket küldtek a nagyvezírhez, Köprülü közülük Barcsayt kinevezte Erdély fejedelmének. Barcsay engedelmeskedett a parancsnak, 1658. szeptember 14-én elfogadta a fejedelmi kinevezést, és a béke érdekében ötszázezer dukát hadisarc fizetését vállalta. Ezen túlmenően beleegyezett abba is, hogy évi 40000 arany adót fizet a Portának, átadta Lugos és Karánsebes várát, valamint ígéretet tett a lázadó román vajdák és II. Rákóczi György elfogására, azért, hogy Köprülü seregével kivonuljon Erdélyből, ami október végén meg is történt. A rendi gyűlés Barcsayt október 11-én iktatta be Segesváron, elődje túlkapásain okulva, némileg szigorúbb feltételekkel.
Rákóczi először nem fogadta el Barcsay fejedelemségét, a Partium központjában, Váradon izgatott – az alaptalanul – keresztényellenesnek kikiáltott Barcsay ellen, azonban amikor a törökök fontolóra vették a város megtámadását, inkább lemondott fejedelemségéről (1659. március 30.), és Várad átadásáról megegyezett Barcsayval. Kiterjedt Szabolcs és Szatmár vármegyei birtokain azonban tovább folytatta a fegyverkezést, hiába állt 1659-ben az erdélyi rendek többsége az Isztambulból érkező, adó megküldését sürgető levelek és a török-tatár dúlástól való félelem hatására a törökök pártján.
Barcsay, hogy megóvja Erdélyt a további pusztítástól, 1659 szeptemberében a temesvári vilajetbe utazott, ahol biztosította Csengizade Ali  pasát hűségéről. Közben Rákóczi betört a fejedelemségbe, és fegyveres ereje láttán a marosvásárhelyi országgyűlés visszahívta őt a fejedelmi székbe (1659. szeptember 27.). Októberben pedig Haller Gábort (1614–1663, Köprülü Ahmed pasa, a nagyvezír kivégeztette) – akit a rendek azután neveztek ki váradi főkapitánnyá, hogy Rákóczi átadta Váradot Barcsaynak –, a várőrség elűzte Váradról. Rákóczi így visszaszerezte Váradot, az új várkapitány ugyanis Gyulay Ferenc (? – 1669), Rákóczi híve lett. Még ebben az évben a Szejdi Ahmed budai pasa vezérletével Barcsay segítségére siető török had november 22-én Zajkánynál, majd november végén Tordánál legyőzte Rákóczi seregét, decemberben azonban elhagyta Erdélyt. Az Erdélybe visszatért Barcsay ekkor, 1659 decemberében, Rákóczi elől Szebenbe húzódott vissza, és állta ellenfele ostromát egészen a következő év (1660) tavaszáig, amikor Rákóczi az újra támadó Szejdi Ahmed ellen vonult. 1660. május 22-én, a szászfenesi csata Szejdi Ahmed győzelmét hozta, II. Rákóczi György belehalt a csatában szerzett sérüléseibe. A Szebenből Szejdi Ahmed táborába érkező Barcsay Ákost a budai pasa Kösze ("Kopasz") Ali pasa , az Erdély ellen rendelt török hadak főszerdárjának a táborába vitte. Az erdélyi adó késése miatt Kösze Ali Barcsayt házi őrizet alá vetette, és csak augusztus végén, amikor az adó első részlete megérkezett, akkor engedte szabadon. Közben elesett Várad, a törökök nem akarták már magyar kézen hagyni Váradot, mert Barcsay nem tudta Rákóczival szemben megtartani. Váradot Szejdi Ahmed és Kösze Ali egyesült serege – az utóbbi fővezérletével – foglalta el, és vele együtt a törökök a Partium zömét is meghódították, melyből új vilajetet szerveztek (váradi vilajet).
Barcsay népszerűsége azonban megfogyatkozott: túlzott engedékenységgel vádolták, és a magas adók miatt is őt tették felelőssé. Az erdélyi elit egy jelentős része a tatár fogságot megjárt Kemény János, II. Rákóczi György egykori hadvezére felé fordult, támogatta a trónkövetelőként fellépő Keményt, aki a Magyar Királyság területéről indult Barcsay ellen, amit az 1660. november 22-i kiáltványában közölt. Barcsay Gáspár, a fejedelem egyik testvére, 1660. november végén, Örményesnél (később: Marosörményes) vívott csatát elveszítette Kemény seregével szemben. Barcsay Gáspárt – aki korábban kegyetlenkedett a székelyekkel szemben, mert azok egy része Barcsay Ákos ellen fordult – megölték. A testvérével ellentétes mentalitású, békességre törekvő Barcsay Ákos megegyezett Kemény Jánossal, közösen országgyűlést hirdettek, és 1660. december 31-én Barcsay lemondott a fejedelemségről.

### Halála

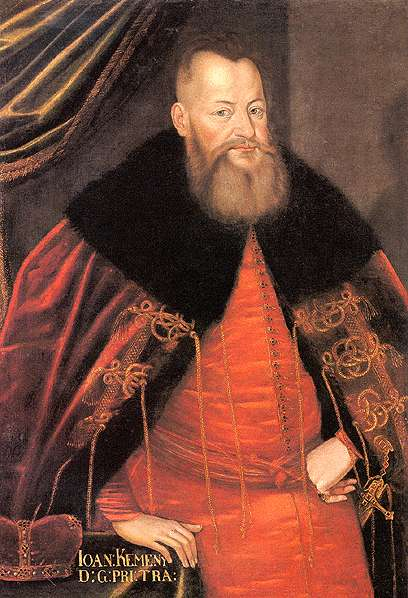
Kemény János fejedelem – akinek az emberei Barcsayt megölték

Barcsay végzetét a lemondással sem kerülhette el: azzal az ürüggyel, hogy a törökök ne találjanak támogatókra, Kemény János foglyul ejtette, és az emberei 1661. július elején Kozmatelkén hűséges barátjával, féltestvérével, beölsei  Buday Zsigmonddal és egy Szövérdy nevű kornétással meggyilkolták. A három holttestet Kemény kegyetlen emberei a falu bitója alá földelték. A későbbiekben csak a fejedelmet exhumálták, Budayék ma is ott nyugszanak. (Barcsay Andrást, a volt fejedelem egy másik testvérét – már fivére meggyilkolása előtt, 1661. május 16-án – Kemény János felakasztatta, annak ellenére, hogy korábban Fogaras várát, Barcsay Ákos erre utasító levelének kézhezvételét követően, átadta Keménynek. Állítólag azért végeztette ki, mert Barcsay András – amikor az erdélyi sereget a tatárok 1657-ben fogságba ejtették – Kemény kezességvállalása ellenére a rabságból megszökött, és helyette Keménynek kellett fogságban maradnia.)
A törökök azonban már korábban, Barcsay elfogása előtt, végleg elfordultak az általuk erélytelennek tartott Barcsaytól, ezt Kemény is tudta, ugyanis 1661 márciusában maga mondta azt, hogy "Barcsaynak töröknél igen be van téve a kapuja". Barcsay és testvére megölését a kortársak pedig mélyen elítélték. Ezért, amikor Kemény János 1662. január 23-án a törökök ellen elesett, így írtak a haláláról: "Barcsay uram bús haláláért áldozat kellett, Isten keze volt rajta"; és: "Visszaadá Isten igaz kölcsönnel a jámbor, kegyes Barcsay Ákos ártatlan halálát".
Az erdélyi országgyűlés egyébként Barcsay Ákos fejedelemsége alatt határozta meg először Erdély hivatalos címerét (1659).